# Gornalunga
Il Gornalunga (Gurnalonga in siciliano) è un corso d'acqua della Sicilia orientale, affluente destro del Simeto. Nei tempi antichi era noto come Erykes.

## Percorso
Il fiume nasce dal Monte Rossomanno (889 m s.l.m.), in provincia di Enna e dopo un percorso tortuoso di circa 81 km affluisce nel Simeto presso la contrada detta Reitano, a circa 2 km dalla foce del fiume che riceve le sue acque, il quale sfocia nel Golfo di Catania. È costeggiato dalla strada secondaria Catania-Reitano-Bivio Jannarello-Bivio Giumarra-Aidone.
Nel suo scorrere attraversa il territorio appartenente a tre ex province della Sicilia: 
Enna, Siracusa e Catania.

## Storia
Fino alla metà del XVII secolo il fiume Gornalunga sfociava, direttamente nel Golfo di Catania poco più di 2 km a sud della foce del fiume Simeto, nella quale dal 1984 vi è la Riserva naturale Oasi del Simeto, che comprende anche il "Lago Gornalunga", il quale è formato dalle acque conferite dal Canale Benante.
Allo scopo di creare una cospicua riserva idrica per l'irrigazione tra il 1963 e il 1972 la Cassa del Mezzogiorno finanziò la costruzione di uno sbarramento in terra battuta, che successivamente venne intitolato a don Luigi Sturzo e che diede vita al Lago di Ogliastro, in provincia di Enna.